# سبانيا
سبانيا (باللاتينية: Provincia Spaniae)‏ كانت مقاطعة تتبع الإمبراطورية البيزنطية من 552 حتى 624 في جنوب شبه الجزيرة الإيبيرية وجزر البليار. لقد أسسها الإمبراطور جستينيان الأول في محاولة لاستعادة المقاطعات الغربية للإمبراطورية.

## الخلفية
في عام 409، عبر الواندال، والسويبيين والألان، الذين اخترقوا الدفاعات الحدودية الرومانية على نهر الراين قبل عامين، جبال البرانس إلى شبه الجزيرة الأيبيرية. ومع ذلك، فقد استمر الحكم الروماني الفعال في معظم المناطق حتى بعد وفاة الإمبراطور ماجوريان في عام 461. لقد ملأ القوط الغربيون، التابعون للإمبراطورية الرومانية الذين استقروا في آكيتين بدعوة إمبراطورية (عام 416)، الفراغ المتزايد مع انتقال الواندال إلى شمال أفريقيا. وفي عام 468 هاجموا وهزموا السويبيين، الذين احتلوا غالايسيا الرومانية وكانوا يهددون بالتوسع. لقد أنهى القوط الغربيون الإدارة الرومانية في إسبانيا في عام 473، وجرى تأسيس سيطرتهم على معظم أجزاء شبه الجزيرة الشرقية والوسطى بحلول عام 476. بدأت هجرة القوط الغربيين على نطاق واسع إلى أيبيريا في عام 494 تحت حكم ألاريك الثاني حيث أصبحت مقر قوتهم بعد أن فقدوا معظم أراضيهم في بلاد الغال إلى الفرنجة بعد معركة فويلي في عام 507.

## الفتح والتأسيس
في عام 534، أعاد الجنرال الروماني بيليساريوس تأسيس مقاطعة موريطنية البيزنطية بغزو المملكة الوندالية في شمال أفريقيا. ومع جهوده، فإن الملك الوندالي جيلمار لم يتمكن من التحالف مع الملك القوطي ثوديس، الذي ربما انتهز الفرصة لانهيار سلطة الوندال لفتح سبتة (سبتمب) عبر مضيق جبل طارق في عام 533، وربما لإبقائها خارج الأيدي البيزنطية. ومع ذلك، تم الاستيلاء على هذه القلعة في العام التالي من قبل بعثة أرسلها بيليساريوس. أصبحت سبتة (التي استعادها القوط الغربيون لفترة وجيزة في عام 540) جزءً من موريطنية. لقد كانت قاعدة مهمة لاستطلاع سبانيا في السنوات التي سبقت غزو شبه الجزيرة من قبل قوات جستنيان في عام 552.

في عام 550، وفي عهد أجيلا الأول، اندلعت في سبانيا سلسلة من الثورات، اثنتان منها كانت خطيرة. تمرد مواطني قرطبة ضد حكم القوط أو الآريوسيين وقد هُزم أجيلا هزيمة ساحقة، وقد قُتل ابنه، وخسر الكنز الملكي كما تراجع بنفسه إلى ماردة. لا يمكن تحديد موعد الثورة الكبرى الأخرى بدقة. ربما في بداية عهده (عام 549) أو في وقت متأخر من عام 551 حين استولى نبيل يدعى أثاناجيلد على إشبيلية، عاصمة باطقة، واُفترض أنه حكم كملك في معارضة أجيلا. لا يُعرف بالضبط من الذي تقرّب من البيزنطيين للمساعدة؛ إن المصادر الأولية منقسمة. حتى اسم الجنرال في الجيش البيزنطي متنازع عليه. ومع يوردانس كتب أن الأرستقراطي ليبيريوس كان قائده: 
 لقد خلف [ثيودس] أجيلا، الذي سيطر على المملكة حتى يومنا هذا. تمرد أثاناجيلد ضده وهو حتى الآن يستثير قوة الإمبراطورية الرومانية. لذا فإن ليبيريوس الباتيرياني في طريقه مع جيشٍ لمعارضته. 
 يشكك جيمس جيه أودونيل، في سيرته الذاتية عن ليبريوس، في هذا البيان، حيث أن الأرستقراطي كان مثمنًا في ذلك الوقت، وقد أفاد بروكوبيوس أنه عاد إلى القسطنطينية عندما غزا البيزنطيون هسبانيا ولم يكن بإمكانه قيادة الغزو. يقول أودونيل أن «يوردانيس ربما سمع أن اسم ليبيريوس كان مذكورًا لقيادة البعثة الإسبانية، ولكن في النهاية، فإن حقيقة أن ارتياحه من قيادة القوات في صقلية تجعل قصة رحلته إلى إسبانيا لا تُصدق.»
ومع ذلك، وفقًا لإيزيدور الإشبيلي في كتابه تاريخ القوط، والواندال والسويبيون، كان أثاناجيلد، في خريف عام 551 أو شتاء عام 552، هو الذي توسل جستنيان للمساعدة. ربما تم إرسال الجيش في عام 552 ووصل إلى اليابسة في يونيو أو يوليو. لقد هبطت القوات الرومانية على الأرجح عند مصب وادي لكة أو ربما مالقة وانضمت إلى أثاناغيلد لهزيمة أجيلا وهو يسير جنوبًا من ماردة باتجاه إشبيلية في أغسطس أو سبتمبر عام 552. استمرت الحرب لمدة عامين آخرين. عاد ليبيريوس إلى القسطنطينية بحلول مايو 553 ومن المرجح أن قوة بيزنطية من إيطاليا، والتي تم تهدئتها مؤخرًا فقط عقب الحرب القوطية، قد هبطت في قرطاجنة في أوائل مارس 555 وسارت إلى داخل بسطة (باستي) من أجل الانضمام إلى مواطنيهم بالقرب من إشبيلية. كان هبوطهم في قرطاجنة عنيفًا. كان السكان الأصليون، الذين شملوا عائلة ليندير الإشبيلية، مستعدين جيدًا للقوط الغربيين واضطرت الحكومة البيزنطية في المدينة إلى قمع حرياتهم، وهو اضطهاد استمر عقودًا من احتلالهم. هرب ليندر ومعظم أفراد أسرته وحافظت كتاباته على المشاعر القوية المعادية للبيزنطيين.
في أواخر مارس 555، قام أنصار أجيلا، خوفًا من النجاحات البيزنطية الأخيرة، بالانقلاب عليه واغتياله، مما جعل أثاناجيلد ملكًا على القوط. سرعان ما حاول الملك الجديد تخليص إسبانيا من البيزنطيين، لكنه فشل. احتل البيزنطيون العديد من المدن الساحلية في باطقة وكان من المقرر أن تظل هذه المنطقة مقاطعة بيزنطية حتى استعادها القوط الغربيين بالكاد بعد سبعين عامًا.

الإمبراطورية البيزنطية في أقصى حد لها تحت حكم جستنيان الأول. إمبراطورية جستنيان الموروثة باللون الأحمر مع غزواته، بما في ذلك إسبانيا، باللون البرتقالي. إنها المقاطعة الواقعة في أقصى الغرب.

## المدى والجغرافيا
لم تمتد المقاطعة البيزنطية في سبانيا أبدًا إلى الداخل كثيرًا ولم تلق اهتمامًا كبيرًا نسبيًا من السلطات الرومانية الشرقية، ربما لأنها صممت لتكون حصنًا دفاعيًا ضد الغزو القوطي لأفريقيا، والذي كان يمكن أن يكون إلهاءً غير ضروري في وقت كانت فيه الإمبراطورية الساسانية تهديدًا كبيرًا في الشرق. كانت أهم مدن سبانيا البيزنطية هي مالقة وقرطاجنة، مواقع الهبوط المحتملة للجيش البيزنطي، والتي أعيدت تسميتها من قرطاجو نوفا إلى قرطاجو سبارتاريا. من غير المعروف أي من هاتين المدينتين كانت عاصمة المقاطعة، ولكن من المؤكد أنها كانت واحدة منها. كانت المدن مراكز القوة البيزنطية، وبينما استعاد أجيلا القليل منها، فقد صارت المدن التي تم الاحتفاظ بها حصنًا ضد محاولات القوط الغربيين للاستعادة. خرب القوط بسهولة ريف سبانيا ولكنهم كانوا غير قادرين على الحصار وكانت المدن المحصنة مراكز آمنة للإدارة الرومانية.

إسبانيا في أقصى حد، مع تحديد المدن وضياع الأراضي.

هناك عدد قليل من المدن التي يمكن اعتبارها بكل ثقة أنها كانت خاضعة للحكومة البيزنطية في تلك الفترة. ظلت مدينة سيدونيا (أسيدونا) حتى عام 572، عندما استعادها ليوفيغيلد. وأيضًا تم الاحتفاظ بجيسجونزا (المعروفة كذلك باسماء جيغونزا ساغونتيا القديمة) حتى عهد ويتيريك (603-610) وهذا يشير إلى أن جنوب مقاطعة باطقة كان بيزنطيًا بالكامل من مالقة إلى مصب وادي لكة. وفي مقاطعة قرطاجنسي، حيث كانت تقع قرطاجنة وعاصمتها، كانت مدينة بازا أيضًا بيزنطية، وربما قاومت غارات ليوفيغيلد في تلك المنطقة في عام 570، مع أنها كانت للقوط الغربيين بحلول 589.
من بين المدن التي تم التنازع عليها على أنها بيزنطية كانت قرطبة. يشتبه بعض المؤرخين في أنها أول عاصمة لمقاطعة سبانيا وقد أرجعوا مدن إيسيجا، وكابرا، وغواديكس، وغرناطة (Illiberris) للبيزنطيين على هذا الأساس، ولكن لا يوجد هناك دليل إيجابي في مصادر الحكم الروماني في أي من هذه المدن. كانت قرطبة في حالة تمرد، انضمت إليها إشبيلية لفترة وجيزة من 566-567، حتى أخمده ليوفيجيلد في 572. ربما كان لديها حكومة محلية خلال هذه الفترة، أو ربما اعترفت بالسيطرة البيزنطية.
بصرف النظر عن الأجزاء الجنوبية من مقاطعتي باطقة وكارتاخينسيس (جنوب ليفانتي)، سيطر البيزنطيون أيضًا على سبتة الجانب الآخر من جبل طارق وجزر البليار، التي سقطت إليهم مع بقية مملكة الواندال. كان من المقرر أن إلحاق سبتة بمقاطعة موريطنية سيكوندا، مع أنها كانت قوطية وترتبط بشبه الجزيرة الأيبيرية لتاريخها اللاحق. شكلت جزر البليار مع باطقة وكارتاخينسيس مقاطعة سبانيا الجديدة. وبحلول عام 600 تضائلت مساحة سبانيا إلى يزيد بقليل من مالقة وقرطاجنة والبليار. لم تمتد شمالًا أكثر من سييرا نيفادا. سجل جورج القبرصي وجود سيفيتاس واحد (أي مدينة، شعب) في المقاطعة باسم «ميسوبوتاميانس»، مع أن معنى هذا غير مؤكد. يعرّف خوسيه سوتو تشيكا وآنا ماريا بيرينجينو هذه المدينة بالجزيرة الخضراء الحديثة من خلال ترجمة الكلمة اليونانية اليونانية «ميسوبوتاميانس» إلى الكلمة العربية «الجزيرة» ذات المعنى المماثل.

## الإدارة

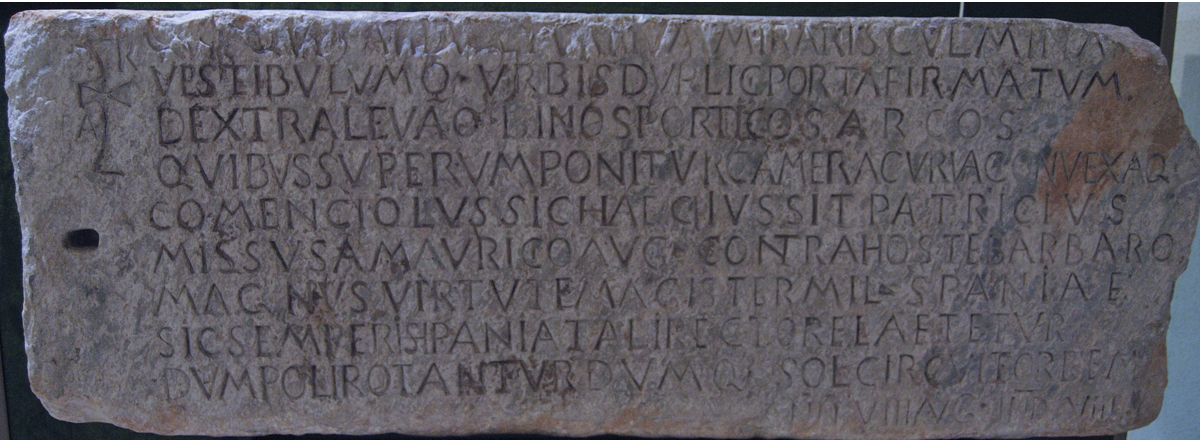
الLápida de Comenciolo، نقش من قرطاجنة يسجل راعي Comenciolus

### حكومة علمانية
كان المسؤول الإداري الأول في إسبانيا هو magister militum Spaniae ، الذي يعني «سيد الجيش الإسباني». حكم الحاكم العسكري الشؤون المدنية والعسكرية في المقاطعة وكان خاضعًا للإمبراطور فقط، ويكون في العادة عضوًا في أعلى طبقة أرستقراطية ويحمل رتبة أرستقراطي. ربما أسس جستنيان المنصب، مع أنه ظهوره في السجلات للمرة الأولى كان في عام 589، مثل دار السك، التي أصدرت العملة الإقليمية حتى نهاية المقاطعة (625).
كان هناك خمسة سادة معروفين في تاريخ المقاطعة، مع أن هذا لا يمثل الكل بالتأكيد. لقد ذكر إيزيدور بشكل صريح حاكمين اثنين بشكل عابر في زمن سوينتيلا، لكنه حذف أسمهما. كان أول حاكم معروف يدعى Comenciolus (ربما Comentiolus)، وهو من أصلح بوابات قرطاجنة بدلًا من «البرابرة» (أي القوط الغربيين) وترك نقشًا (بتاريخ 1 سبتمبر 589) في المدينة بقي حتى يومنا هذا. النقش باللغة اللاتينية وهذا قد يعكس الاستخدام المستمر للغة اللاتينية لغةً إدارية للمقاطعة. (ومع ذلك، لا يعني ذلك أن قرطاجنة كانت عاصمة سبانيا). وفي حوالي العام 600 كان هناك حاكم اسمه Comitiolus يحمل رتبة gloriosus، أعلى رتبة بعد رتبة الإمبراطور. لقد أبرم الأرستقراطي والسيد قيصريوس معاهدة سلام مع سيزبوت عام 614 ومنحها الإمبراطور هرقل، الذي كان أكثر اهتمامًا بأمور بلاد ما بين النهرين.
لم تكن الحدود بين سبانيا ومملكة القوط الغربيين مغلقة. تم السماح بالسفر بين الحدود لأسباب شخصية وتجارية وقد شهدت المنطقتان فترات طويلة من السلام. أشار ليندر المنفي، الذي عبر شقيقه الحدود أكثر من مرة دون عوائق، إلى سهولة عبور الحدود. كانت الحدود قد تم تحديدها بموجب معاهدة (باكتا) بين أثاناجيلد وجستنيان الأول، ولكن تاريخ المعاهدة في محل نقاش. قد تكون المعاهدة جزءً من الشروط الأولية للمساعدة البيزنطية في العام 551 أو 552 أو ربما كانت نتاجًا للحرب بين القوط والرومان في العام 555 أو ما بعده. تم التوقيع عليها بالتأكيد قبل وفاة جستنيان في عام 565. لقد تم الاعتراف بشرعية باكتا في أواخر القرن السابع، وهو ما يفسر سهولة السفر والتجارة.

### الحكومة الكنسية
كان إقليم سبانيا في الغالب مسيحيًا لاتينيًا، بينما كان الحكام البيزنطيون متشابهين، مع أن العديد منهم كانوا مسيحيين شرقيين. ومع ذلك، يبدو أن العلاقة بين الموضوع والحاكم وبين الكنيسة والدولة لم تكن أفضل مما كانت عليه في سبانيا القوطية الآريوسية. كانت كنيسة سبانيا أيضًا أقل استقلالًا عن البابوية من الكنيسة القوطية، التي كانت تتكون إلى حد كبير من الرومان الأسبان. كانت الكنيستان منفصلتين. لم يحضر أي من رجال الدين أحد مجالس الآخر. وفي الواقع، لم يجتمع أي مجلس إقليمي في سبانيا على الإطلاق. ومع ذلك، تمت مشاركة الخلافات اللاهوتية لكل منها: أثار الجدل الذي سببه تحول فينسنت سرقسطة إلى الآريوسية استجابة من أسقف مالقة.

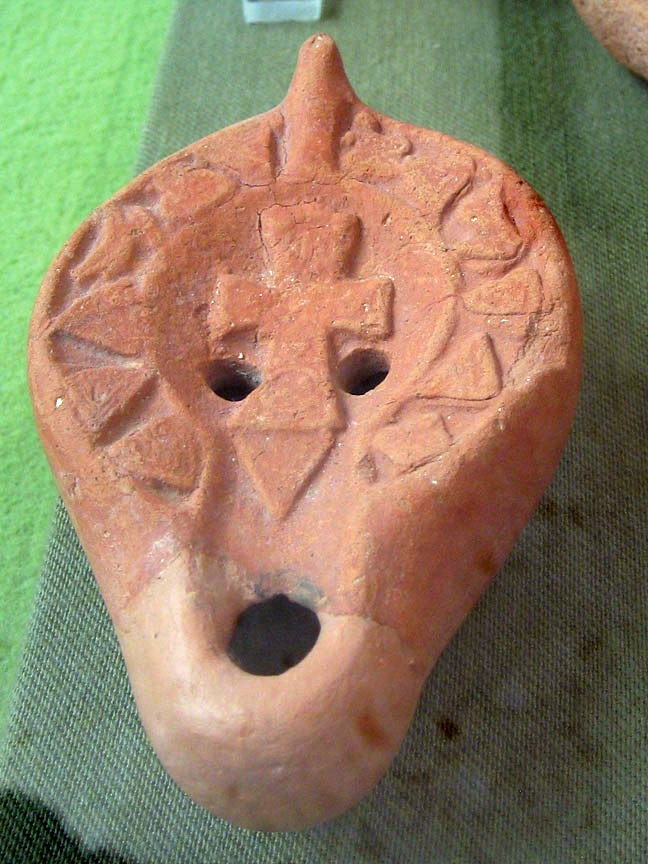
مصباح زيت بيزنطي من قرطاجنة

تدخل غريغوري الأول بنجاح في مختلف أساقفة المقاطعة أكثر من أي بابا في المملكة القوط الغربيين. لقد جاء للدفاع عن ممتلكات اثنين من الاساقفة المخلوعين على سيد الجيش Comitiolus الذي اتهمه بالتدخل في الشؤون الكنسية. لقد اتهم ضمنيًا Licinianus القرطاجني بترسيم الجهلاء للكهنوت، لكن Licinianus رد ببساطة بأن عدم القيام بذلك سيترك أبرشية المقاطعة فارغة: تعليق حزين على حالة التعليم الديني في إسبانيا.

## الثقافة
لم يكن النمط المعماري والفني السائد في إسبانيا هو الأسلوب البيزنطي الصحيح، بل بالأحرى كانت الأنماط البيزنطية في شمال أفريقيا. أجريت دراسة وتنقيب في كنيستين أثريتين، واحدة في Algezares جنوب مرسية والكنيسة في سان بيدرو دي الكانتارا بالقرب من مالقة.اتخذ أسلوب اليونان وتراقيا موطئ قدم فقط في جزر البليار. ومع وجود العلامات الأسلوبية البيزنطية في جميع أنحاء إسبانيا، إلا أنها لا تتشارك، في المناطق القوطية، في روابط مع الأنماط الأفريقية السائدة في إسبانيا.
تم اكتشاف الفخار الذي يحمل أمفورة أفريقية مميزة تشهد على الروابط الوثيقة بين مقاطعات سبانيا وموريطنية سيكوندا بالقرب من قرطاجنة. تم التنقيب في قرطاجنة بشكل كامل في السنوات الأخيرة واكتُشف مجمع سكني على الأرجح للجنود البيزنطيين الذين يحتلون المدينة. يمكن رؤية العديد من القطع الأثرية للوجود البيزنطي في متحف Arqueológico de Cartagena. ومع ذلك، فقد تضاءل عدد سكان المدينة ومساحتها كذلك، مثل معظم إسبانيا في ذلك الوقت، تحت الحكومة البيزنطية.

## التراجع وفتح القوط الغربي

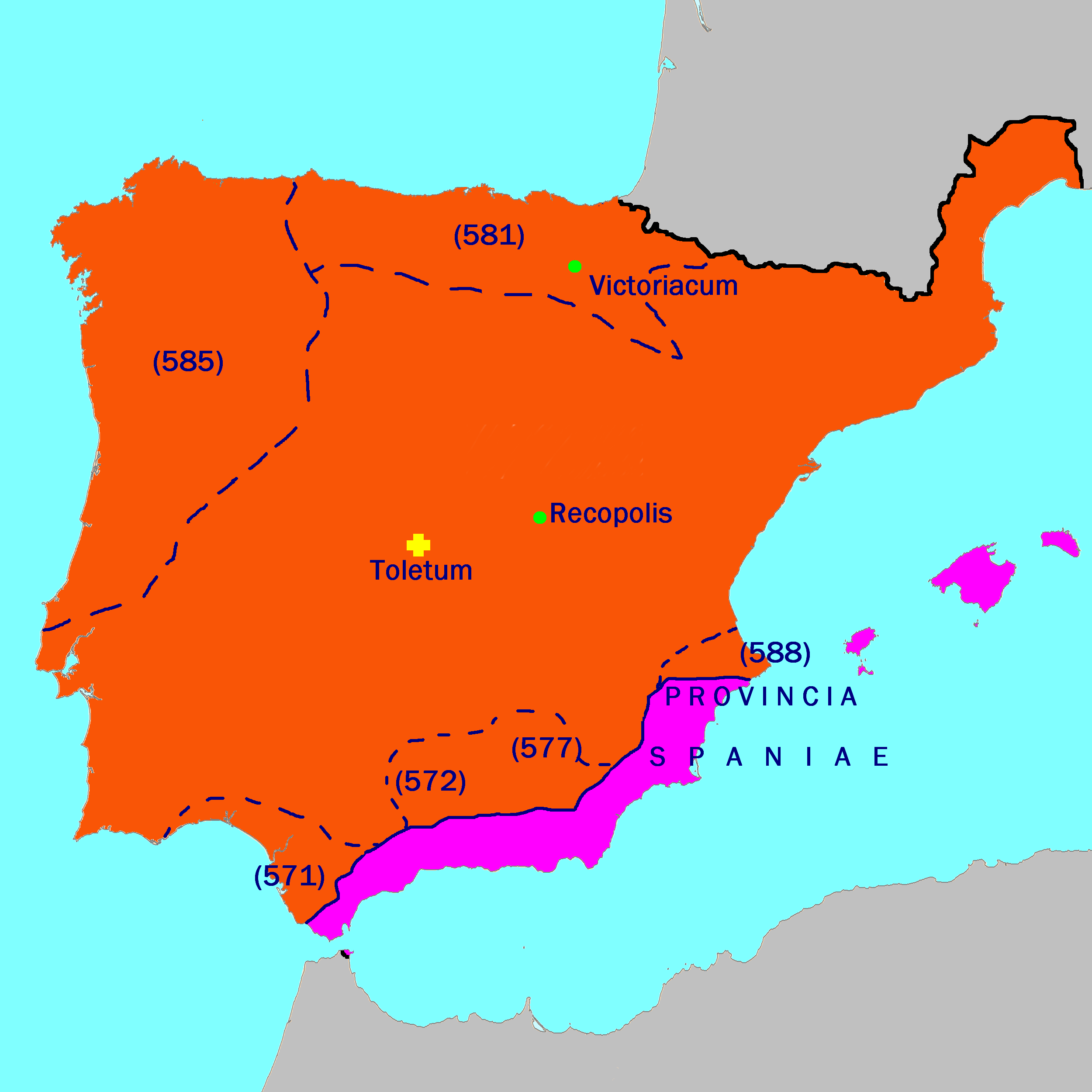
سبانيا في 586 بعد فتوحات ليوفيغيلد (مع تواريخ الفتح على الخريطة).

في عهدي أثناجيلد وليوفيغيلد، لم يكن البيزنطيون قادرين على دفع هجومهم إلى الأمام وقام القوط الغربيون ببعض عمليات الدفع الناجحة. وفي حوالي العام 570، دمر ليوفيغيلد باستتانيا (باستيتانيا أو باستانيا، منطقة بازا) واستولى على مدينة سيدونيا من خلال خيانة أحد المطلعين من الداخل يدعى فراميدانيوس (ربما كان قوطيًا). ربما يكون قد استولى على بازا وأنه قد داهم بالتأكيد ضواحي مالقة، وهزم جيش إغاثة أرسل من هناك. استولى على العديد من المدن والحصون في الوادي الكبير وهزم جيشًا كبيرًا من الريف، وفقًا لجون بيكلاروم، الذي ربما كان يشير إلى جيش من قطاع الطرق يسمى Bagaudae الذين أسسوا أنفسهم في المنطقة العازلة المتنازع عليها بين القوطيين والسيطرة الرومانية. في عام 577 في أوروسبيدا، وهي منطقة تحت السيطرة البيزنطية، هزم ليوفيجيلد المزيد من المتمردين الريفيين، ربما هم جيش Bagaudae. وبعد موسمين من الحملة ضد الرومان، ركز ليوفيغيلد جهوده العسكرية في مكان آخر.
خلال حكم ريكارد، قام البيزنطيون مرة أخرى بالهجوم وربما استعادوا أو اكتسبوا أراض بالجوار. اعترف ريكارد بشرعية الحدود البيزنطية وكتب إلى البابا غريغوري يطلب إرسال نسخة من الإمبراطور موريكيوس. رد غريغوري ببساطة بأن نص المعاهدة قد ضاع في حريق خلال عهد جستنيان وحذر ريكارد أنه لن يرغب في العثور عليه لأنه من المحتمل أن يمنح البيزنطيين مساحة أكبر مما كانوا يمتلكونه بالفعل (أغسطس عام 599). كانت مكاسب ليوفيجيلد ضد الحكومة الرومانية أكبر من الفتوحات الرومانية في عهد ريكارد. كانت مقاطعة إسبانيا البيزنطية في حالة متدهورة.

بين الملوك اللاحقين، شن ويتيريك حملات متكررة ضد سبانيا، مع أن جنرالاته كانوا أكثر نجاحًا منه. لقد استولى الأخير على بلدة جيسجونزا الصغيرة. نقل جونديمار بنقل نظرة قرطاجية أولية من قرطاجنة البيزنطية إلى طليطلة القوط الغربيين عام 610 وشن حملة ضد إسبانيا عام 611، ولكن دون أي تأثير. صار سيزبوت أكثر من أي ملك قبل أن يصبح آفة البيزنطيين في إسبانيا. وفي 614 و615، قام بحملتين كبيرتين ضدهما وغزا مالقة قبل 619، عندما ظهر أسقفها في المجلس الثاني لإشبيلية. لقد غزا حتى ساحل البحر الأبيض المتوسط ودمر العديد من المدن على الأرض، وهو ما يكفي حتى لجذب انتباه المؤرخ الفرنجي فريدغر: 
 ... et plures civitates ab imperio Romano Sisebodus litore maris abstulit et usque fundamentum destruxit. 
 ... استولى الملك سيسبودوس على العديد من المدن من الإمبراطورية الرومانية على طول الساحل، ودمرها وحولها إلى أنقاض. 
 ربما دمر سيزبوت أيضًا قرطاجنة، التي كانت مهجورة تمامًا لدرجة أنها لم تظهر من جديد في إسبانيا القوطية. ولأن القوط لم يكونوا قادرين على القيام بحصار لائق، فقد أجبروا على تقليل دفاعات جميع الأماكن المحصنة التي استولوا عليها لمنع الجيوش اللاحقة من استخدامها ضدهم. ولأنه تم تدمير قرطاجنة ونجاة مالقة، فقد استُنتج أن الأولى سقطت في البداية بينما كان الوجود البيزنطي لا يزال كبيرًا بما يكفي ليشكل تهديدًا. سقطت مالقة بعد فترة من الوقت عندما تم تخفيض البيزنطيين بحيث لم تعد تشكل خطرًا على الهيمنة القوطية على شبه الجزيرة بأكملها.
في عام 621، كان البيزنطيون لا يزالون يحتفظون ببعض المدن، لكن سوينتيلا استردها مرة أخرى وبحلول عام 624 كانت مقاطعة سبانيا بأكملها في أيدي القوط الغربيين باستثناء جزر البليار، والتي كانت راكدةً اقتصاديًا في القرن السابع. ومثل الجيارديكاتيين السردينيين وكورسيكا في تلك الفترة، كانت البليار بيزنطيةً بالاسم فقط. تم فصلهم أخيرًا عن الإمبراطورية بتوغلات ساراكينوس في القرن الثامن حتى القرن العاشر.
وفي وقت ما خلال فترة الحكم المشترك لإيجيكا وغيطشة، داهم أسطول بيزنطي سواحل جنوب سبانيا وتم طرده من قبل كونت محلي يدعى ثيوديمير. تاريخ هذا الحدث محل نزاع: ربما حدث في 697 كجزء من رحلة ليونتيوس لتخفيف قرطاج التي كانت، تحت هجوم العرب، أو ربما في وقت لاحق، حوالي 702؛ أو ربما في وقت متأخر من عهد ويتيزا. إن ما هو مقبول عالميًا تقريبًا هو أنه كان حادثًا معزولًا مرتبطًا بأنشطة عسكرية أخرى (ربما ضد العرب أو الأمازيغ) وليس محاولة لإعادة إنشاء مقاطعة سبانيا المفقودة. وكما يقول البروفيسور طومسون، «نحن لا نعرف شيئًا عن سياق هذا الحدث الغريب.»